# 超絶技巧百番練習曲
『超絶技巧百番練習曲』（仏: 100 Études transcendantes、英: 100 Transcendental Studies）は、カイホスルー・シャプルジ・ソラブジが1940年から1944年にかけて作曲した、世界最長のピアノ練習曲集である。『100の超絶技巧練習曲』と表記される場合もある。

## 概要
全曲でおよそ7時間15分かかる。
全部で100曲から成る。各練習曲には、ハバネラ、アリア、パッサカリア、フーガ、ワルツ、オルゲルプンクト、オスティナート、と副題がつけられた曲も入っており、ソラブジがどのように西洋音楽様式を咀嚼したかを一目で見渡せるカタログのような作品集に仕上がっている。ムツィオ・クレメンティのグラドゥス・アド・パルナッスムが念頭にあったのはほぼ間違いない。各曲のテーマに音程の相関関係があり、曲集の最初は機械的なパッセージが並ぶが、後半から性格練習曲の様相を帯びてくる。また、過去の作曲家の書法を模した「スクリャービン風」（第4番）、「ヨハン・ゼバスティアン・バッハの半音階的幻想曲とフーガの様式で」（第99番）という曲もある。そして、40分近くを要する第100番「コーダ-フィナーレ 5声のフーガ」で全曲は締めくくられる。
作品は、ペダリング、テンポ、強弱記号が未完のままで放置されており、ピアニストは各自で解釈しなければならなくなっている。右手が4拍で左手が8拍などの単純なミスも放置されたままである。これはアレクサンダー・エイバークロンビィが全曲のエラーを修正した校訂譜を出版することで解決した。
なお、マルカンドレ・アムランは冒頭18曲のみ校訂版を作成したが、「単に難しい技巧の羅列としか感じられなくなった」ことを理由にこれ以上の校訂を放棄した（これはソラブジ・アーカイブスで購入可能）。

## 演奏・録音
ソラブジ本人のレコーディングはオープンリールで約20曲ほど存在するが、未公開のままである。第26番のみ1989年にオランダで自演が放送された記録がある。
現在はフレドリク・ウレーンただ一人がCD7枚組の全曲録音をBISから順次発売し、2006年に第1-25番、2009年に第26-43番、2010年に第44-62番、2015年に第63-71番、2016年に第72-83番、2020年に第84-100番（2枚組）が発売され、完結した。
なお、ミヒャエル・ナナサコフによりコンピューターによる自動演奏も試みられたが、ソラブジ・アーカイブスから「曲がコンピューターによる演奏を前提とはしていない」ことを理由としてリリースを拒否された。